# I Like to Rock
«I Like to Rock» —en castellano: «Me gusta rockear»— es una canción que fue escrita por el vocalista y músico Myles Goodwyn y fue publicada originalmente en el álbum Harder... Faster de la banda de rock canadiense April Wine  y fue lanzado como sencillo en 1979. El 16 de febrero de 1980 el sencillo alcanzó el lugar 86.º de la lista del Billboard Hot 100.

## Formación
- Myles Goodwyn - voz y guitarra[2]
- Brian Greenway - guitarra y coros
- Gary Moffet - guitarra y coros
- Steve Lang - bajo y coros
- Jerry Mercer - batería